# گری مکندری
گری مکندری (به انگلیسی: Gary McKendry) کارگردان ایرلندی و مدیر تجاری تلویزیون می‌باشد. اولین فیلم کوتاه خود را که با نام (همه چیز در این کشور باید) که در سال ۲۰۰۵ ساخته بود، نامزد دریافت جایزه اسکار شد. تنها فیلم سینمایی مکندری، نخبگان قاتل (۲۰۱۱)، بر اساس رمان رانلف فینس ساخته شده‌است. این فیلم که در استرالیا فیلم‌برداری شده بود، در آن ستارگانی همچون جیسون استاتهام، کلایو اوون، رابرت دنیرو به ایفای نقش می‌پردازند.